# Distretti congressuali del Vermont

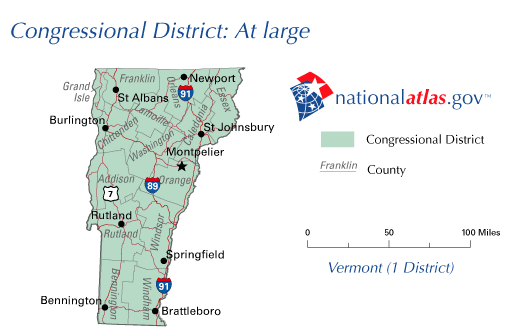
Distretto congressuale at-large del Vermont

Il Vermont è rappresentato alla Camera dei rappresentanti degli Stati Uniti d'America tramite un singolo distretto congressuale che comprende l'intero stato, denominato quindi at-large. La rappresentanza di un solo distretto è in vigore sin dal censimento del 1930, quando lo stato perse il suo secondo seggio, abolendo quindi sia il 1° che il 2º distretto congressuale. Un tempo vi furono fino a sei distretti congressuali in Vermont, e tutti furono eliminati in seguito ai vari censimenti che videro la popolazione decrescere rispetto agli altri stati.
Bernie Sanders (Indipendente) ha rappresentato il distretto dal 1991 al 2007, quando è divenuto un senatore. Il democratico Peter Welch, eletto per sostituire Sanders, ha rappresentato il distretto fino al 2023, quando è stato eletto per succedere a Patrick Leahy al Senato. La democratica progressista Becca Balint è stata eletta nel 2022 per succedere a Welch alla Camera nel 118º Congresso degli Stati Uniti d'America; Balint è la prima donna e persona LGBT a rappresentare il Vermont: il Vermont è stato l'ultimo stato ad essere rappresentato al Congresso da una donna.
Il distretto ha un indice di parte (CPVI) pari a D+17.

## Elenco dei rappresentanti
Il Vermont ha eletto i suoi rappresentanti con un unico distretto at-large dal 1813 al 1821, a partire dal 13º Congresso; nuovamente dal 1823 al 1825 con il 18º Congresso e dal 1933 ad oggi, a partire dal 73º Congresso, dopo che la rappresentanza fu ridotta ad un unico collegio in conseguenza del censimento del 1930. In tutti gli altri anni, il Vermont ha eletto i propri rappresentanti tramite distretti separati.
Tutti i deputati furono eletti a livello statale tramite un ticket generale.

### 13º Congresso (1813–1815)
- William C. Bradley (DR)
- Ezra Butler (DR)
- James Fisk (DR)
- Charles Rich (DR)
- Richard Skinner (DR)
- William Strong (DR)

### 14º Congresso (1815–1817)
- Daniel Chipman (F), fino al 5 maggio 1816
- Luther Jewett (F)
- Chauncey Langdon (F)
- Asa Lyon (F)
- Charles Marsh (F)
- John Noyes (F)

### 15º Congresso (1817–1819)
- Heman Allen (DR), fino al 20 aprile 1818; poi vacante
- Samuel C. Crafts (DR)
- William Hunter (DR)
- Orsamus C. Merrill (DR)
- Charles Rich (DR)
- Mark Richards (DR)

### 16º Congresso (1819–1821)
- Samuel C. Crafts (DR)
- Ezra Meech (DR)
- Orsamus C. Merrill (DR), fino al 12 gennaio, 1820
- Rollin C. Mallary (DR), dal 13 gennaio 1820
- Charles Rich (DR)
- Mark Richards (DR)
- William Strong (DR)

### 18º Congresso (1823–1825)
- Rollin C. Mallary (DR-A)
- William C. Bradley (DR-A)
- Charles Rich (DR-A), fino al 15 ottobre 1824
- Henry Olin (DR-A), dal 13 dicembre 1824
- Daniel A. A. Buck (DR-A)
- Samuel C. Crafts (DR-A)

### Dal 1933
| Congresso   | Rappresentante       | Partito      | Periodo                                           |
| ----------- | -------------------- | ------------ | ------------------------------------------------- |
| 73°         | Ernest W. Gibson     | Repubblicano | 4 marzo 1933 — 19 ottobre 1933                    |
| 73°         | Vacante              | Vacante      | 19 ottobre 1933 — 16 gennaio 1934                 |
| 73° ▶ 81°   | Charles A. Plumley   | Repubblicano | 16 gennaio 1934 — 3 gennaio 1951                  |
| 82° ▶ 85°   | Winston L. Prouty    | Repubblicano | 3 gennaio 1951 - 3 gennaio 1959                   |
| 86°         | William H. Meyer     | Democratico  | 3 gennaio 1959 - 3 gennaio 1961                   |
| 87° ▶ 92°   | Robert Stafford      | Repubblicano | 3 gennaio 1961 — 3 gennaio 1975 16 settembre 1971 |
| 92°         | Vacante              | Vacante      | 16 settembre 1971 — 7 gennaio 1972                |
| 92° ▶ 93°   | Richard W. Mallary   | Repubblicano | 7 gennaio 1972 — 3 gennaio 1975                   |
| 94° ▶ 100°  | Jim Jeffords         | Repubblicano | 3 gennaio 1975 — 3 gennaio 1989                   |
| 101°        | Peter Plympton Smith | Repubblicano | 3 gennaio 1989 — 3 gennaio 1991                   |
| 102° ▶ 109° | Bernie Sanders       | Indipendente | 3 gennaio 1991 — 3 gennaio 2007                   |
| 110° ▶ 117° | Peter Welch          | Democratico  | 3 gennaio 2007 — 3 gennaio 2023                   |
| 118° ▶      | Becca Balint         | Democratico  | 3 gennaio 2023 — in carica                        |

## Distretti obsoleti
- 1º Distretto congressuale del Vermont
- 2º Distretto congressuale del Vermont
- 3º Distretto congressuale del Vermont
- 4º Distretto congressuale del Vermont
- 5º Distretto congressuale del Vermont
- 6º Distretto congressuale del Vermont